# Súng cối Davy crockett

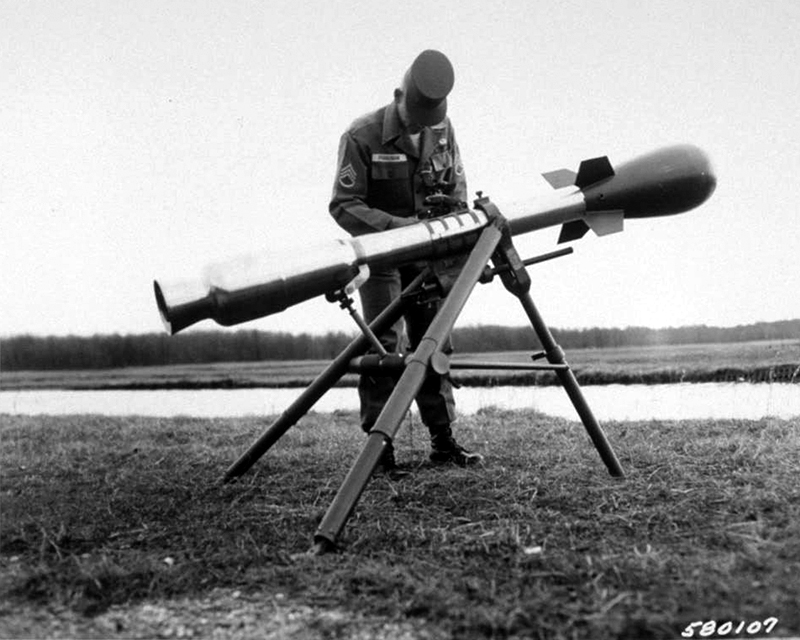
Súng cối Davy crockett

Davy crockett là một loại vũ khí nguyên tử mini công suất thấp do Hoa Kỳ chế tạo từ những năm 50 của thế kỷ 20. Nó có dạng súng cối, nhỏ, gọn, dễ mang vác theo đội nhưng sức công phá thì khủng khiếp.

## Đặc điểm và tên gọi
Davy crockett có thiết kế chẳng khác gì một quả bom nguyên tử, chỉ có điều là kích thước rất nhỏ. Loại đầu đạn này có trọng lượng 34,5 kg, chiều dài 78,7 cm và đường kính 28 cm. Dù nhỏ bé như vậy, nhưng nó vẫn có thể hủy diệt mọi sự sống trong vòng bán kính vài trăm mét kể từ điểm phát nổ.
Ngoài tên gọi theo số hiệu là M388, loại đầu đạn hạt nhân này còn được gọi là Davy Crockett - nhằm tưởng nhớ Nghị sĩ Mỹ Davy Crockett, người đã hy sinh khi chiến đấu vì độc lập của bang Texas và trở thành một anh hùng dân tộc, một biểu tượng của chủ nghĩa yêu nước tại Mỹ.
Nó có đặc điểm đơn giản, dễ mang vác, không đòi hỏi bất cứ 1 điều kiện vận hành nào như không đòi hỏi xe kéo, xe chở v.v..
Tùy theo yêu cầu sử dụng loại đầu đạn này, phía Mỹ đã thiết kế hai loại bệ phóng súng cối với tầm bắn khác nhau. Cụ thể là loại súng cối 120mm M28 có thể tiêu diệt mục tiêu ở khoảng cách 2 km, còn loại súng cối 155mm M29 có tầm bắn tới 4 km. Tất cả hai loại súng trên đều có thể dễ dàng lắp đặt trên một giá đỡ 3 chân hay trên một chiếc ôtô cùng với một khẩu đội chỉ cần 3 người
Chi tiết quan trọng nhất của Davy Crockett tất nhiên là phần đầu đạn hạt nhân. Nó có thiết kế chẳng khác gì một quả bom nguyên tử, chỉ có điều là kích thước rất nhỏ. Loại đầu đạn này có trọng lượng 34,5 kg, chiều dài 78,7 cm và đường kính 28 cm. Dù nhỏ bé như vậy, nhưng đầu đạn này khi nổ sẽ có công suất tương đương (tùy theo từng loại thiết kế) từ 10 cho tới 250 tấn thuốc nổ trotyl.

## Lịch sử phát triển

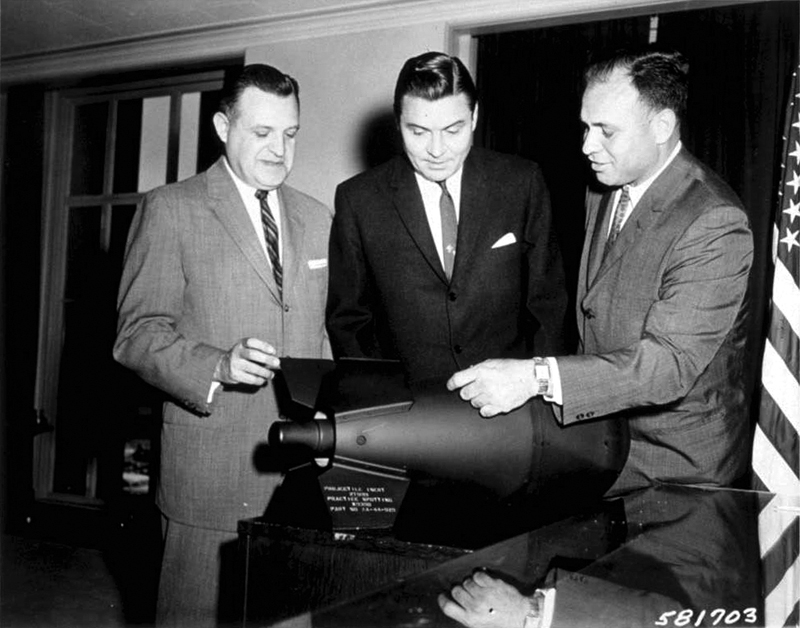
Nhưng sĩ quan cao cấp trong Quân đội Mỹ đang xem xét quả đạn hạt nhân W-54 của khẩu M-388

Nó một trong những loại vũ khí hạt nhân nhỏ nhất thế giới đã được người Mỹ thiết kế và chế tạo từ những năm 50 của thế kỷ XX. Các kết quả thử nghiệm cho thấy, Davy Crockett có thể được sử dụng rất hiệu quả để tiêu diệt toàn bộ đối phương trong một phạm vi nhỏ nào đó, chẳng hạn như một nhà ga đường sắt. Trong đó phải tính đến yếu tố sát thương cũng rất quan trọng là mức độ nhiễm xạ.
Ngay cả với loại đầu đạn nhỏ nhất, lượng phóng xạ đã lên tới 100 sievert (đơn vị đo độ phóng xạ) trong tầm bán kính 150 mét, liều lượng đủ gây ra cái chết ngay tức thì. Còn ở khoảng cách 400m, lượng phóng xạ giảm xuống chỉ còn 6 sievert, nhưng đây vẫn là một ngưỡng rất nguy hiểm (lượng phóng xạ đủ gây chết người là khoảng 10 sievert).
Ban đầu, người ta có cảm tưởng là Davy Crockett có thể gây nguy hiểm không chỉ cho các mục tiêu của nó, mà còn ngay cả đối với những pháo thủ vận hành loại súng này. Nguyên nhân đơn giản là do phạm vi sát thương và gây nguy hiểm của nó là rất lớn, trong khi tầm bắn lại tương đối nhỏ.
Davy crockett được bắt đầu sản xuất từ năm 1956 và được trang bị cho Quân đội Hoa Kỳ từ năm 1961 đến năm 1971. Đã có 2100 khẩu được sản xuất và hiện nay nó vẫn là loại vũ khí hạt nhân nhỏ nhẹ nhất của Quân đội Hoa Kỳ cũng như trên thế giới. Davy Crockett (dù chưa từng thực sự tham chiến) đã "ra mắt" thành công trong bộ phim "King Kong và Godzilla" vào năm 1962, trước khi xuất hiện trong một số trò chơi trên máy tính.

## Quan ngại

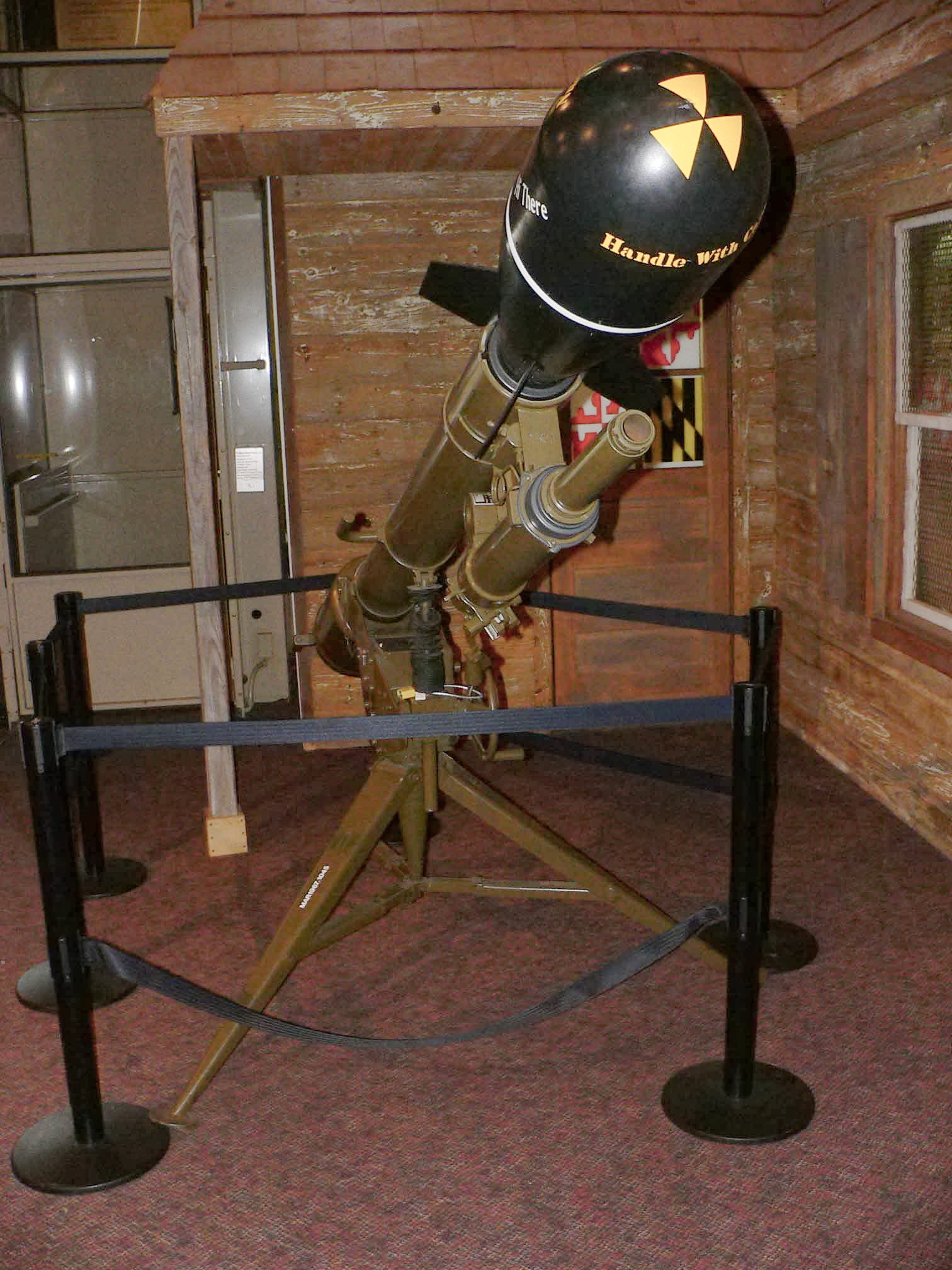
Súng cối không giật 155 mm M-388 Davy crockett được trưng bày tại viện bảo tàng Quân đội Hoa Kỳ

Ngày nay, có không ít chuyên gia từng đánh tiếng lo ngại về nguy cơ các tổ chức khủng bố quốc tế có thể chế tạo hay sử dụng các loại đầu đạn hạt nhân siêu nhỏ nhưng lại có thể gây ra tác hại với quy mô không hề nhỏ. Nếu nhìn lại quá khứ, một trong những loại vũ khí hạt nhân nhỏ nhất thế giới đã được người Mỹ thiết kế và chế tạo từ những năm 50 của thế kỷ XX. Loại đạn này được Lầu Năm Góc dự kiến sẽ đem ra sử dụng tại châu Âu, trong trường hợp có chiến tranh với quân đội Liên Xô.
Cũng do Hoa Kỳ phát triển loại vũ khí hạt nhân mini nên đã làm cho Liên Xô phát triển một loại vũ khí như vậy trong thời kỳ chiến tranh Lạnh đang trong tình trạng xung đột sâu sắc giữa 2 cường quốc Mỹ và Xô Viết. Gây nên một thời kỳ chạy đua vụ trang giữa hai nước với kho tàng và những loại vũ khí hủy diệt hàng loại khủng khiếp, hậu quả là đến đầu thập niên 80 thì mỗi bên chỉ cần sử dụng một nửa kho vũ khí nguyên tử của mình đã có thể hủy hoại toàn bộ sinh vật trên hành tinh.
Từ những năm 50 thì Liên Xô đã cho thiết kế và sản xuất một loại súng cối mang tên Oka, có trọng lượng 750 kg, độ dài nòng súng lên tới 20m, tầm bắn 45 km. Trong giai đoạn này thì Liên Xô cũng bắt đầu sản xuất các loại pháo bắn đạn hạt nhân để đối chọi lại các đại bác tự hành M107 và M110 của Mỹ điển hình là pháo tự hành 203mm 2C7.
So sánh Davy crockett và Oka thì Davy Crockett của Mỹ chỉ chiếm ưu thế ở yếu tố cơ động và gọn nhẹ còn Oka thì lại an toàn cho người sử dụng hơn.